# Prospero idaeum
Prospero idaeum är en sparrisväxtart som beskrevs av Franz Speta. Prospero idaeum ingår i släktet Prospero och familjen sparrisväxter.
Artens utbredningsområde är Kriti. Inga underarter finns listade i Catalogue of Life.